# Chauliops fallax
Chauliops fallax är en insektsart som beskrevs av Scott 1874. Chauliops fallax ingår i släktet Chauliops och familjen Malcidae. Inga underarter finns listade i Catalogue of Life.